# Henri Meschonnic

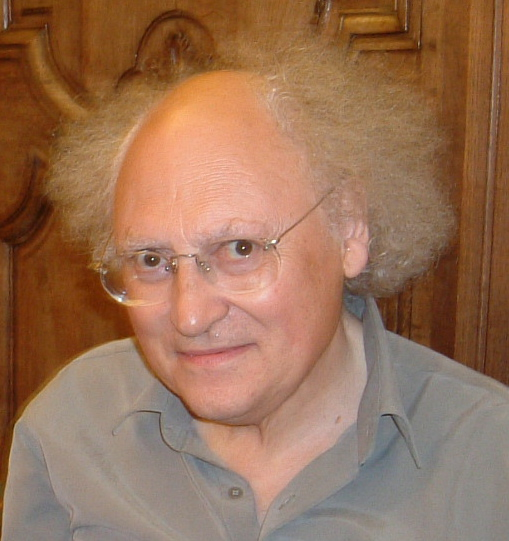
Henri Meschonnic (2003)

Henri Meschonnic (* 18. September 1932 in Paris; † 8. April 2009 in Villejuif) war ein französischer Lyriker, Sprachtheoretiker und Übersetzer. Bis 1997 lehrte er als Professor für Sprach- und Literaturwissenschaft an der Universität Paris VIII.

## Werk
Seine Sprachtheorie entwickelte er aus der Praxis, aus seinen Dichtungen und Übersetzungen. Besonders seine Übersetzung mehrerer Bücher des Alten Testaments und seine Untersuchungen zu Victor Hugo haben ihn bekannt gemacht. Zur Rezeption in Deutschland schreibt der Literaturwissenschaftler Hans Lösener:
Meschonnics Werk ist in Deutschland noch kaum rezipiert. Einer der ersten, die in Deutschland auf ihn aufmerksam gemacht haben, war Jürgen Trabant (1990). 1999 hat Achim Geisenhanslüke in der Zeitschrift Kodikas/Code einen Aufsatz zur Poetik von Meschonnic veröffentlicht. Im gleichen Jahr ist auch meine Untersuchung zum Rhythmus in der Sprache erschienen, die auf Meschonnics Arbeiten aufbaut. Eine ebenso kenntnisreiche wie kompakte Einführung in sein Werk hat die kanadische Literaturwissenschaftlerin Lucie Bourassa 1997 geschrieben.

## Auszeichnungen
Meschonnic erhielt mehrere Preise, darunter
- 1972: Prix Max Jacob
- 1986: Prix Mallarmé
- 2006: Prix de Littérature Nathan Katz für sein Lebenswerk
- 2007: Grand Prix International de Poésie Guillevic-Ville de Saint-Malo

## Übersetzungen
- Das Dunkel arbeitet, Ausgesuchte Gedichte, übersetzt von Felix Philipp Ingold, 134 Seiten, Verlag Moloko Print, Buch #274 | 2025, Schönebeck, 2024, ISBN 978-3-910431-87-4

Ausgesuchte Gedichte